# 1967-es magyar férfi vízilabda-bajnokság (első osztály)
Az 1967-es magyar férfi vízilabda-bajnokság a hatvanegyedik magyar vízilabda-bajnokság volt. A bajnokságban tíz csapat indult el, a csapatok két kört játszottak.

## Tabella
| #   | Csapat          | M  | Gy | D | V  | G+ | G-  | P  |
| --- | --------------- | -- | -- | - | -- | -- | --- | -- |
| 1.  | Újpesti Dózsa   | 18 | 15 | 3 | 0  | 90 | 60  | 33 |
| 2.  | Bp. Honvéd      | 18 | 13 | 2 | 3  | 85 | 59  | 28 |
| 3.  | Ferencvárosi TC | 18 | 12 | 3 | 3  | 86 | 67  | 27 |
| 4.  | OSC             | 18 | 9  | 4 | 5  | 97 | 77  | 22 |
| 5.  | Csepel Autó     | 18 | 9  | 2 | 7  | 80 | 73  | 20 |
| 6.  | Szolnoki Dózsa  | 18 | 6  | 4 | 8  | 85 | 84  | 16 |
| 7.  | Bp. Spartacus   | 18 | 5  | 3 | 10 | 60 | 68  | 13 |
| 8.  | Egri Dózsa      | 18 | 3  | 4 | 11 | 72 | 95  | 10 |
| 9.  | BVSC            | 18 | 2  | 3 | 13 | 65 | 101 | 7  |
| 10. | Vasas Izzó      | 18 | 1  | 2 | 15 | 53 | 89  | 4  |

* M: Mérkőzés Gy: Győzelem D: Döntetlen V: Vereség G+: Dobott gól G-: Kapott gól P: Pont

## Játékoskeretek
| Újpesti Dózsa        | Bp. Honvéd         | Ferencvárosi TC | Orvosegyetem SC    | Csepel Autó       |
| -------------------- | ------------------ | --------------- | ------------------ | ----------------- |
| Lukász II. Marcell   | Kökény József      | Ambrus Miklós   | Szathmáry Gábor    | Hohl Ferenc       |
| Mayer Mihály         | Görgényi István    | Bolvári Antal   | Csikós Ferenc      | Brinza István     |
| Sárosi László        | Papp Vilmos        | Szívós István   | Bodnár II. János   | Kiss Attila       |
| Rusorán I. Tibor     | Konrád II János    | Felkai László   | Oláh Endre         | Kusztos András    |
| Martin György        | Tóth Gyula         | Kárpáti György  | Konrád III. Ferenc | Szalay János      |
| Dömötör Zoltán       | Martinovics György | Gyarmati Dezső  | Konrád I. Sándor   | Rusorán Péter     |
| Császár György       | Vedlik Lajos       | Kásás Zoltán    | Bodnár I. András   | Regős László      |
| Hanák Piusz          | Kucsera Gábor      | Steinmetz János | Gál Jenő           | Kiss István       |
| Mahner Imre          | Kovács Ede         | Laukó Álmos     | Elek Miklós        | Gera Sándor       |
| Gál Tamás            | Deák Gábor         | Kövecses Zoltán | Hartyánszky István | Minárovits Sándor |
| Max Gábor            | Hausherr Frigyes   | Dávid Gyula     | Magó Gábor         | Márkus Lajos      |
|                      | Dominák Gábor      |                 | Bánhidi Attila     |                   |
|                      | Györe Lajos        |                 |                    |                   |
| edző: Szittya Károly | Brandi Jenő        | Gyarmati Dezső  | Vértesy József     | Szalay Iván       |

| Szolnoki Dózsa        | Bp. Spartacus      | Egri Dózsa        | BVSC              | Vasas Izzó        |
| --------------------- | ------------------ | ----------------- | ----------------- | ----------------- |
| Szegedi Kázmér        | Molnár Endre       | Denk János        | Kőrössy Ferenc    | Füzessy Béla      |
| Cservenyák Tibor      | Horváth Kálmán     | Katona József     | Pálfy Sándor      | Dancsa István     |
| Pintér I. István      | Ottó Gábor         | Pócsik Dénes      | Gyerő II. Csaba   | Mátrahegyi László |
| Pintér II. István     | Mohácsi Attila     | Frank Oszkár      | Gyerő I. Zoltán   | Tiba János        |
| Kuczora Ferenc        | Szlamka László     | Bolya László      | Németh II. István | Bobory György     |
| Kanizsa Tivadar       | Lehoczky Boldizsár | Ringelhann György | Hecsey Pál        | Takács István     |
| Urbán Lajos           | Albrecht Tamás     | Fülöp Péter       | Togyeriska Imre   | Kovács Róbert     |
| Koncz István          | Tuba József        | Baranyai Géza     | Kardos Tibor      | Lepies György     |
| Kulcsár Tamás         | Matyó László       | Halmos Péter      | Zsoldos János     | Dicskó Gábor      |
| Kádár György          | Kovács Attila      | Utassy Sándor     | Németh I. László  | Nagy Kornél       |
| Vezsenyi Péter        | Szölgyéni Ferenc   | Rüll Csaba        | Gyenes József     |                   |
| Borzi Miklós          |                    |                   | Dévényi Gábor     |                   |
| Szabó János           |                    |                   | Nagyváradi Róbert |                   |
| Kozák Tibor           |                    |                   |                   |                   |
| edző: Kanizsa Tivadar | Mohácsi Attila     | Baranyai György   | Kemény Ferenc     | Molnár Géza       |

## A góllövőlista élmezőnye
| Hely | Gól | Játékos            | Csapat         |
| ---- | --- | ------------------ | -------------- |
| 1.   | 53  | Konrád Ferenc      | OSC            |
| 2.   | 44  | Felkai László      | Ferencváros    |
|      | 44  | Dömötör Zoltán     | Újpesti Dózsa  |
| 4.   | 35  | Martinovics György | Bp. Honvéd     |
| 5.   | 32  | Rusorán Péter      | Csepel Autó    |
|      | 32  | Pócsik Dénes       | Egri Dózsa     |
| 7.   | 28  | Szlamka László     | Bp. Spartacus  |
| 8.   | 27  | Tóth Gyula         | Bp. Honvéd     |
| 9.   | 25  | Koncz István       | Szolnoki Dózsa |
| 10.  | 22  | Szalay             |                |